# Rudolf Frische
Rudolf Frische (* 14. April 1859 in Osnabrück; † 22. September 1923 ebenda) war ein deutscher Maler.
Rudolf Frische besuchte die Akademie der Bildenden Künste in München, wo er auch bis 1915 lebte, bevor er in seine Geburtsstadt zurückkehrte. Sein Œuvre, das er ab 1890 auch wiederholt auf deutschen und ausländischen Ausstellungen zeigte – darunter in Madrid (1891), London (1894) und Florenz (1900) – umfasst insbesondere religiöse Bilder. In Osnabrück erhielt er 1916 den Auftrag für die Herz-Jesu-Kirche einen Kreuzweg anzulegen und das Innere der Kirche zu dekorieren.

## Werk
- Heilige Notburga[2]
- Madonna dell’Iris[2]
- Holländisches Fischermädchen (1892)[2]